# Pealius akebiae
Pealius akebiae es un hemíptero de la familia Aleyrodidae, con una subfamilia: Aleyrodinae.
Fue descrita científicamente por primera vez por Kuwana en 1911.